# Neil Papworth
Neil Papworth (Reading, 28 de dezembro de 1969) é um arquiteto de software, designer e desenvolvedor britânico. É conhecido como o remetente da primeira mensagem de texto (também conhecida como mensagem SMS) em 1992.

## Vida pessoal
Neil Papworth nasceu em 28 de dezembro de 1969 em Reading, Berkshire, Reino Unido. Papworth obteve seu HND (Higher National Diploma) em Estudos de Computação pela University of West London. Passou sua infância em Wokingham, Berkshire, e começou sua carreira profissional na Ferranti International em Bracknell, Reino Unido. Papworth se mudou para Toronto, Ontário, Canadá, em 2000, e posteriormente para Montreal em 2002.

## Carreira
Neil Papworth começou sua carreira na Ferranti International em Bracknell, trabalhando em aplicações aeronáuticas e militares de 1988 a 1991. Ele projetou e programou uma antena de satélite veicular móvel e implementou software para auxílio no pouso automatizado de helicópteros.
Em 1991, começou a trabalhar na Sema Group em Reading, Berkshire. Passou a maior parte do tempo a partir de 1993 viajando pelo mundo para instalar sistemas de SMS. Se mudou para o escritório da Sema Group em Toronto em janeiro de 2000.
Se estabeleceu em Montreal, Quebec, em setembro de 2002. Permaneceu na Sema Group (que se tornou Airwide Solutions) até 2011. Desde então, trabalhou para a Tekelec, uma empresa de telecomunicações, recentemente adquirida pela Oracle Corporation. Trabalhou na Oracle em tecnologias relacionadas ao 4G. Em 2018, começou a trabalhar na TriNimbus, uma empresa que fornece consultoria de Amazon Web Services para clientes, posteriormente adquirida pela Onica em 2018, e então a Onica foi posteriormente adquirida pela Rackspace em 2019.

## Contribuição para mensagens de texto
Em 1992, Neil Papworth estava trabalhando como desenvolvedor e engenheiro de testes na Sema Group Telecoms, em uma equipe desenvolvendo um Centro de Serviço de Mensagens Curtas (SMSC) para seu cliente, Vodafone UK, em Newbury, Berkshire. Como parte desse projeto, ele enviou a primeira mensagem de texto do mundo em 3 de dezembro de 1992, aos 22 anos de idade. A mensagem foi enviada de um computador e dizia "Merry Christmas" (Feliz Natal) para Richard Jarvis, um diretor da Vodafone, que estava aproveitando a festa de Natal do escritório. Richard Jarvis recebeu a mensagem em um aparelho Orbitel 901.
Papworth ganhou popularidade durante os 10º e 20º aniversários da primeira mensagem de texto, conforme destacado na imprensa, e foi apresentado em vários veículos, como um comercial do Super Bowl, um documentário cinematográfico, uma pergunta no programa Jeopardy! e programas de rádio.[carece de fontes?]